# Tabanus nondescriptus
Tabanus nondescriptus är en tvåvingeart som beskrevs av David Fairchild 1973. Tabanus nondescriptus ingår i släktet Tabanus och familjen bromsar.
Artens utbredningsområde är Panama. Inga underarter finns listade i Catalogue of Life.